# 特魯瓦條約
《特魯瓦條約》（Traité de Troyes）迫使法國國王查理六世承認英格蘭國王亨利五世為其繼承人及攝政的不平等條約，並將卢瓦尔河以北地劃歸英格蘭。法國在1415年的阿金庫爾戰役中戰敗，王后巴伐利亚的伊萨博於1420年與英格兰簽訂該條約。

## 背景
法國國王查理六世在在位期間飽受精神錯亂影響。
- 1415年，亨利五世入侵法國，並在阿金庫爾擊敗了法軍。
- 1418年，其政治和經濟利益主張與英國有所協議的勃艮第公爵無畏的約翰佔領了巴黎。
- 1419年，他在蒙特羅的一道橋上被他的對手阿馬尼亞克所謀殺。約翰的兒子菲利普三世跟英國組成聯盟，並在條約上與英國國王談判。

## 條約內容
根據條約規定，法國成為英法聯合王國的其中一部分。英王亨利五世宣佈自己為法國攝政王，並擁有在法王查理六世死後繼承法國王位的權利。法國領土被分為由英王、勃艮第公爵，以及查理六世的太子（其後的查理七世）控制的三部分。英國統治着以巴黎為中心的法國北部，查理六世的太子則控制着法國南方，導致了法國領土上出現了南北對峙的局面。

## 參看條目
- 條約列表
- 英法百年战争